# Alexandr Balandin
Alexandr Nikolajevič Balandin rusky Баландин, Александр Николаевич  (* 30. července 1953 ve Frjazinu, Moskevská oblast, RSFSR – dnes Rusko) je bývalý sovětský kosmonaut, který pracoval pět měsíců na stanici Mir.

## Život

### Mládí a výcvik
Absolvoval Moskevskou vysokou technickou školu N. E. Baumana v Moskvě a pak byl zaměstnán u NPO Eněrgija v Kaliningradu u Moskvy (dnes Koroljov) nejdříve jako technik, pak od 8. prosince 1978 v sovětském týmu kosmonautů NPO Energija.

### Let do vesmíru
Z kosmodromu Bajkonur letěl koncem července 1990, kdy mu bylo 36 let, na palubě sovětské kosmické lodě Sojuz TM-9. Loď byla po úspěšném startu klasifikována v COSPAR pod označením 1990–014A. Spolu s ním letěl Anatolij Solovjov z vojenského oddílu CPK. Po dvou dnech letu na oběžné dráze se připojili k Miru, kde sloužila předchozí posádka Alexandr Viktorenko a Alexandr Serebrov. Společně prováděli řadu prací, po pěti dnech pak stará posádka v Sojuzu TM-8 dne 19. února odletěla na Zem.
Nová, šestá základní posádka Miru (Mir byl dle COSPARu 1986-017A) dne 21. února přeparkovala svou loď k uprázdněnému čelnímu stykovacímu uzlu a pokračovala ve své práci na stanici. Dne 3. března se ke stanici připojila nákladní loď Progress M-3, 20. dubna se od stanice odpoutala. Další zásobovací loď Progress 42 byla u stanice v květnu.
Součástí jejich práce byly experimenty na československo-sovětském zařízení Inkubator-2 (biologické pokusy), na stanici instalovali nový počítač, několikrát vystoupili ve skafandrech do vesmíru k provedení úprav stanice zvenčí, instalace stabilizované plošiny československé výroby ASP-G-M s videospektrální aparaturou.
Dne 28. května 1990 oba kosmonauti po odletu Progressu 42 přeparkovali svou loď Sojuz zpátky k zadnímu uzlu. 10. června se ke stanici připojil další velký modul Kristall, o necelý měsíc později byl přeparkován Sojuz zpět k přednímu uzlu. Mezitím posádka pokračovala v plnění mnoha zadaných úkolů. Počátkem července se ke stanici připojila loď Sojuz TM-10 s novou základní posádkou Gennadij Manakov a Gennadij Strekalov. Společně pracovali několik dní na stanici, 9. srpna pak Sojuz TM-9 se stejnou posádkou, se kterou k Miru přiletěl, provedl odpojení a přistání na Zemi 72 km od města Arkalyk.
Je registrován jako 236. člověk ve vesmíru se 179 dny strávenými v kosmu.
Absolvoval 2 výstupy do volného vesmíru (EVA), vesměs ze stanice Mir, při nichž strávil 10,5 hodiny.
- Sojuz TM-9, Mir, Sojuz TM-9 (11. února 1990 – 9. srpna 1990)

## Po letu
Z týmu kosmonautů odešel 17. října 1994. Roku 2000 byl předsedou rady ředitelů společnosti Lending.